# Segovia pintoresca
Segovia pintoresca y el Alcázar de Segovia es el nombre bajo el que se conocen dos álbumes, obra del pintor José María Avrial y Flores que contienen dibujos y texto sobre esa ciudad castellana, y su alcázar.

## Historia
El origen de la obra se encuentra en el nombramiento de José María Avrial y Flores como director de la Escuela de Bellas Artes de la ciudad de Segovia entre 1837 y 1840. Durante el desempeño de su cargo formó clases de adorno y de perspectiva. El estado de la ciudad en el momento de su llegada era de franca decadencia, en palabras del Marqués de Lozoya:
Cuando José María Avrial llegó a Segovia a tomar posesión de su destino, se encontró una ciudad hundida en una miseria sin esperanzas
La ciudad acababa de sufrir las consecuencias de la Desamortización de Mendizábal (1836). Durante estos años José María Avrial realizó dibujos y esbozos que utilizaría después para componer el primer álbum. 
El primero de los álbumes guarda dibujos de algunos monumentos de la ciudad hoy desaparecidos como la iglesia de San Román, o parcialmente destruidos como el convento de San Agustín. 
Según Tormo, el segundo de los tomos debió de realizarse hacia 1844. 
En 1884, estando Alejandro Pidal al frente del Ministerio de Fomento, encargó que el segundo de los álbumes, dedicado al Alcázar, fuese litografiado. Finalmente los trabajos de litografía se completarían en 1900, habiéndose empezado los trabajos en 1896. Este segundo álbum litografiado acabaría siendo publicado en junio de 1905 por la Comisaría General de Monumentos.
Los originales de los álbumes se encuentran en las colecciones de la Real Academia de Bellas Artes de San Fernando. Llegaron a la institución en 1940 habiendo sido donados por doña Manuela Avrial, nieta del autor. Además de los de Segovia, legó a la institución los compuestos por su abuelo sobre las ciudades de Zamora, Oviedo, León y sus comarcas.

## Descripción
La obra está formada por dos álbumes, siendo el primero el que lleva el nombre de Segovia pintoresca.  
El primer álbum cuenta con 82 dibujos representando vistas de la ciudad y sus monumentos realizadas a plumilla con aguatinta. Además cuenta con dibujos sobre detalles de algunos de los monumentos. 
El segundo se centra en el Alcázar de la ciudad e incorpora el color, así como detalles sobre las decoraciones interiores del edificio.  
El Marqués de Lozoya considera que los dibujos son una muestra de la doble vertiente de Avrial como artista y como arqueólogo.  

## Galería

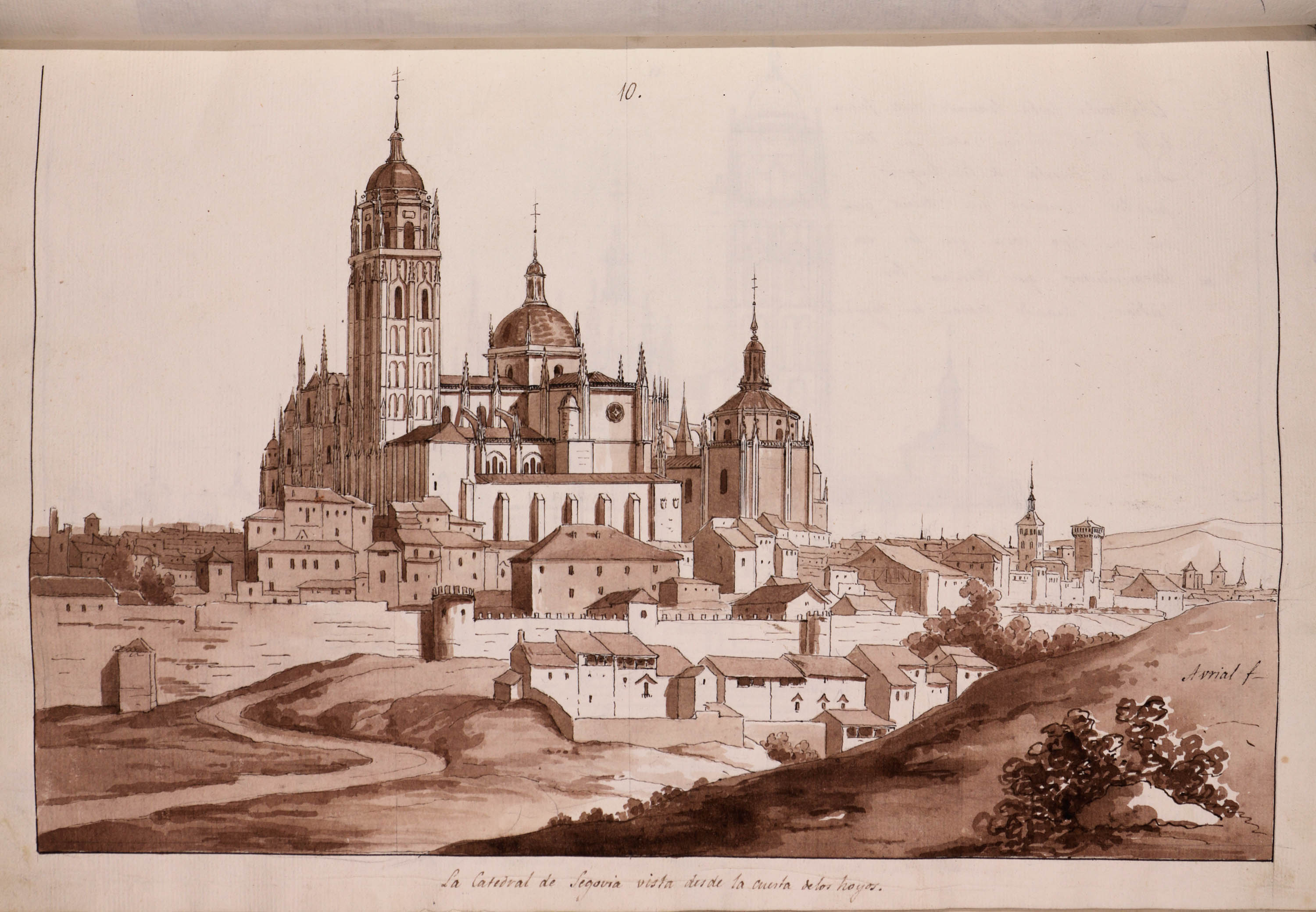
Vista de la ciudad desde la Cuesta de los Hoyos
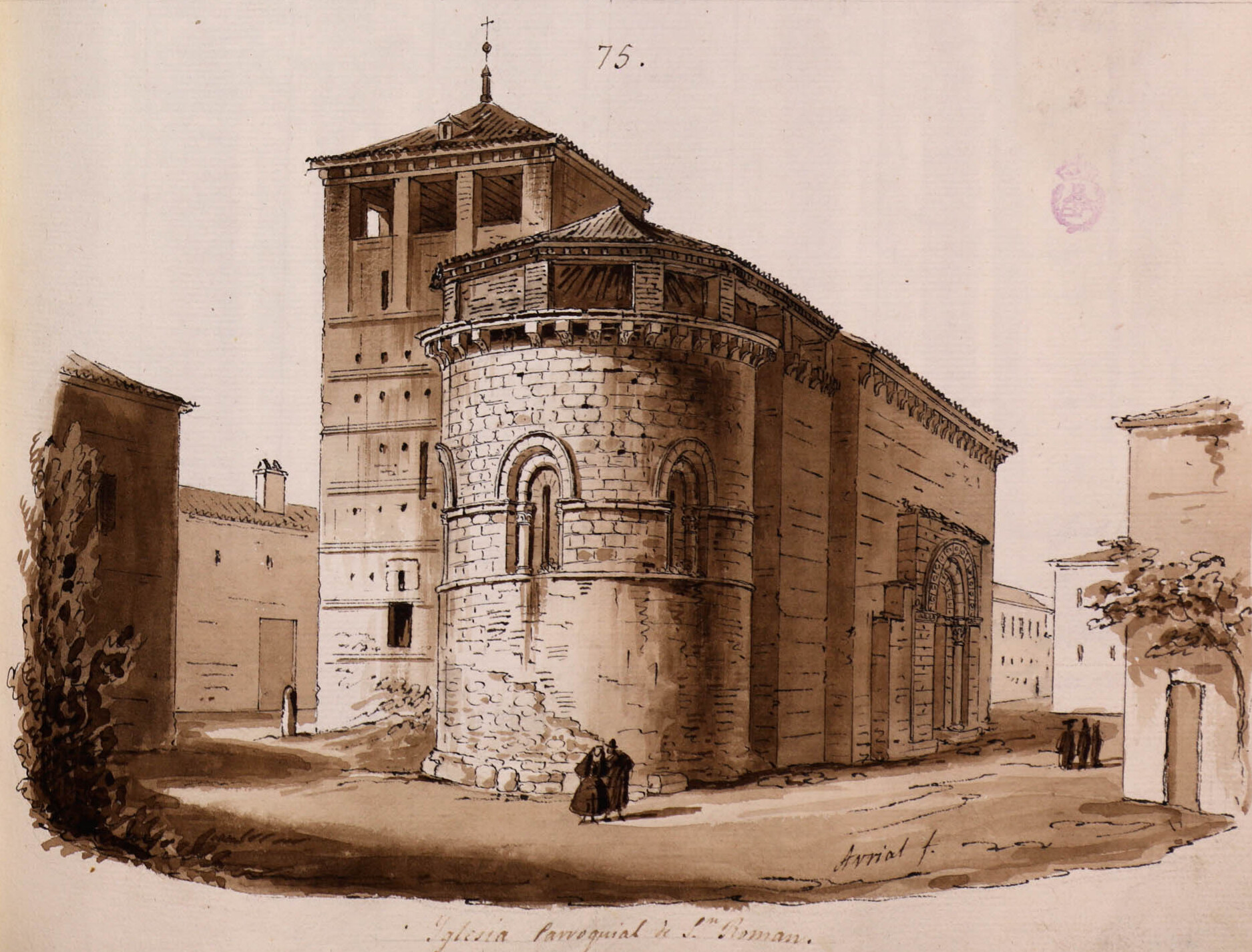
Iglesia de San Román (hoy desaparecida)
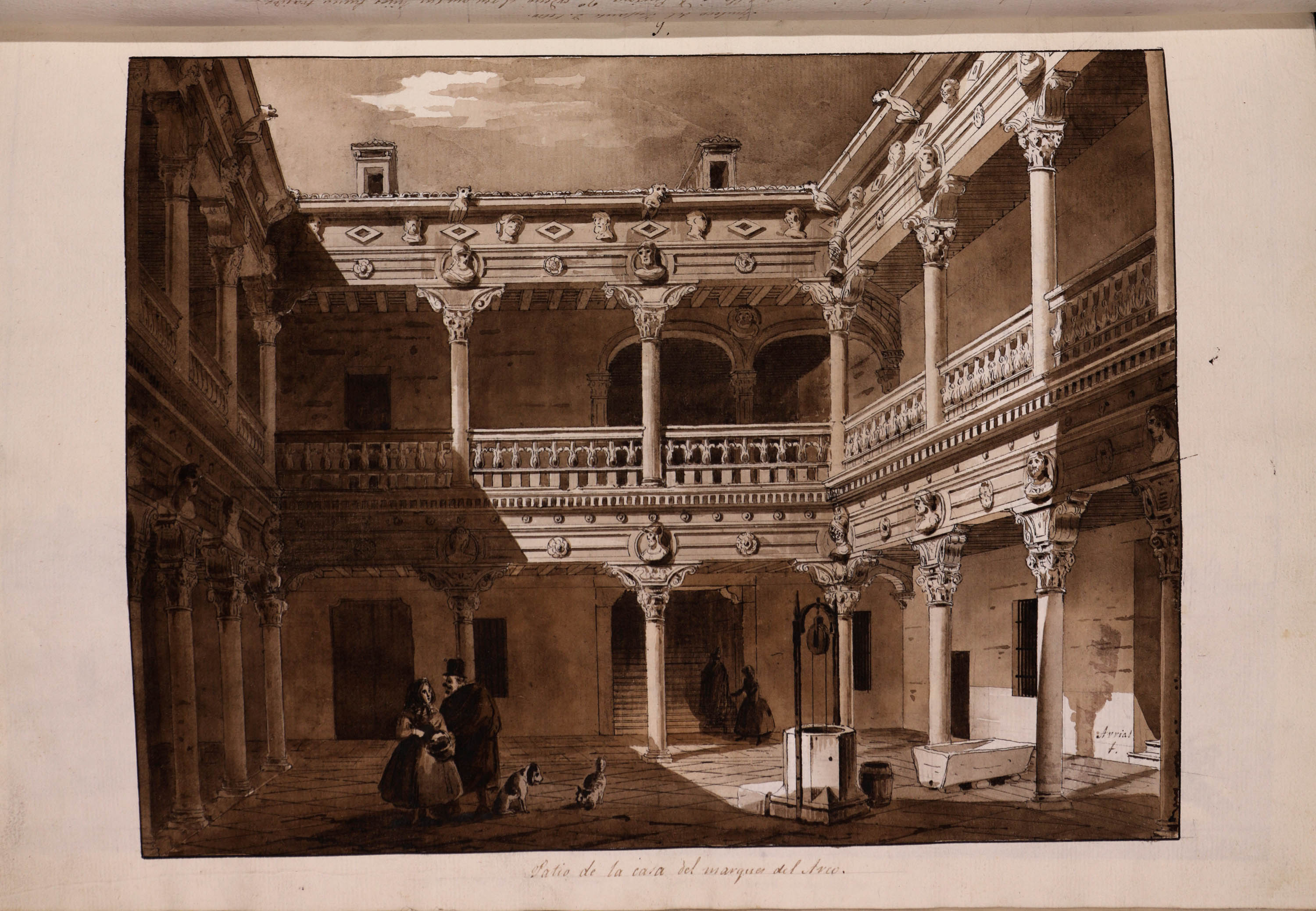
El patio del palacio del Marqués del Arco
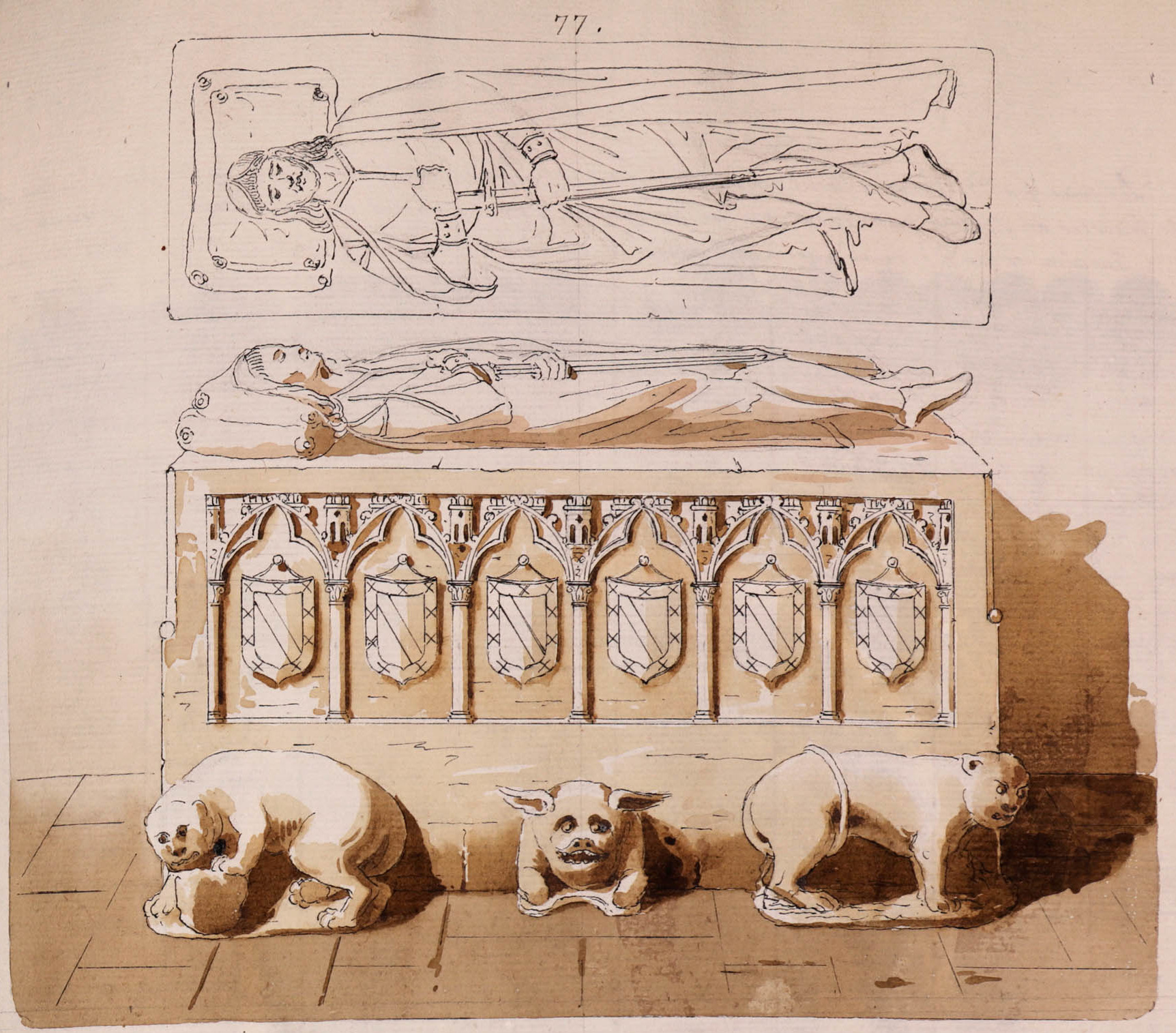
Sepulcro de don Día Sanz, en la capilla de los Linajes en la iglesia de San Juan de los Caballeros
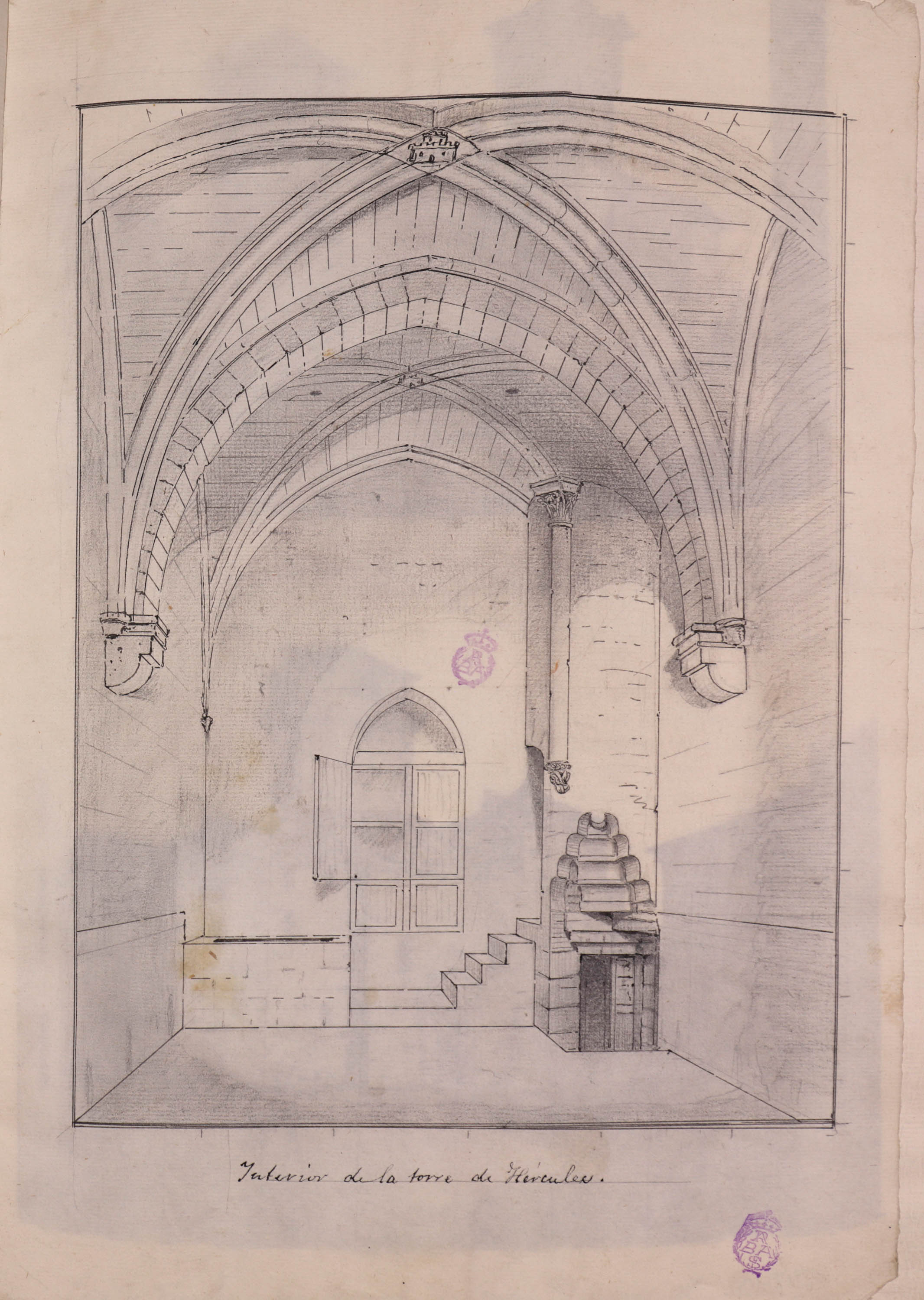
Interior de la Torre de Hércules

### Individuales
1. ↑  Citado en Merino de Cáceres, 2014, p. 42